# Église Saint-Pierre d'Artins
L'église Saint-Pierre est une église catholique située à Artins, en France.

## Localisation
L'église est située dans le département français de Loir-et-Cher, sur la commune d'Artins.

## Historique
La construction de l'église, ancienne église paroissiale de la ville, a commencé au XIe siècle.

## Protection
L'édifice a été classé au titre des monuments historiques le 30 novembre 1987.

## Mobilier
L'église abrite des objets classés au titre des monuments historiques :
- la statue de Saint Pierre du XVIIe siècle[2],
- la statue de Saint Jacques du XVIIe siècle[3],
- la statue de Sainte Appoline du XVIIe siècle[4],
- la statue du Christ en Croix du XVIIIe siècle[5],
- le tableau représentant la Sainte Famille avec sainte Elisabeth et saint Jean, peint en 1846 par M. Goujon, et, terminé en 1847 par Édouard-Aimé Pils[6].